# Optima Musiksaiten
Die Firma Optima Musiksaiten GmbH ist ein 1920 in Markneukirchen/Vogtland gegründeter und seit den 1950er Jahren und bis 2024 in Geretsried in Oberbayern ansässiger Hersteller von Musiksaiten. Ab Juli 2024 erfolgt die Produktion ausschließlich in einer neuen und modernen Produktionshalle in Markneukirchen/Vogtland. Die Herstellung der Saiten ist seitdem komplett autark und CO₂-neutral.

## Geschichte
Bis Anfang der 2000er Jahre war die Saitenproduktion noch unter dem Namen Maxima (von: Max Meinel Markneukirchen) bekannt, wurde dann aber in Optima umbenannt. 2015 übernahm Optima die Lenzner Musiksaiten Leonhardt GmbH in Markneukirchen, sodass die Firma damit auch wieder an ihrem Ursprungsort produziert.

## Technologie und Produkte
Optima produziert ausschließlich in Deutschland im vogtländischen Markneukirchen. Angeboten wird ein Vollsortiment, sodass man für alle Instrumente Saiten von Optima erhalten kann.
Weltbekannt sind die 24K Gold Strings, die unter anderem von Brian May, Gitarrist der Band Queen, gespielt werden. Brian May erhielt auch einen eigenen Signaturesatz, der auf seinen besonderen Spielstil abgestimmt wurde.
Die Vergoldung von Musiksaiten, gerade auch für E-Gitarre und E-Basssaiten, wurde von Optima in den 1960er Jahren erfunden. Ziel war es die Saite gegen Korrosion und sonstigen äußeren Einflüssen zu bewahren. Zusätzlich bietet die Vergoldung auch eine optische Aufwertung der Saiten, besonders auf Instrumenten mit vergoldeter oder goldfarbenen Hardware. Klanglich stellt die Goldauflage ebenfalls einen Vorteil dar, da die Saiten durch das Gold schwerer werden, was einen kräftigeren und runderen Ton ergibt. Inzwischen werden vergoldete Saiten auch von anderen Herstellern angeboten.
Ebenfalls sehr bekannt sind die Goldbrokat-Violinsaiten, die durch die Übernahme der Firma Lenzner in Markneukirchen nun auch unter der Marke Optima vertrieben werden.
Unter der Marke Bergfee stellt Optima Saiten für alle Arten von Zither, Hackbrett und Tiroler Volksharfe her.

## Endorser
Bekannte Endorser von Optima sind oder waren neben Brian May unter anderem Frank Zappa, Randy Bachman, John Entwistle, die Ramones, Randy Hansen, Mat Sinner, Roberto Legnani, Federico Ramos, Antonio Fruscella und Die Paldauer.